# Жирондел
Жирондел (фр. Girondelle) насеље је и општина у североисточној Француској у региону Шампањ-Арден, у департману Ардени која припада префектури Шарлвил Мезјер.
По подацима из 2011. године у општини је живело 150 становника, а густина насељености је износила 13,01 становника/km². Општина се простире на површини од 11,53 km². Налази се на средњој надморској висини од 230 метара.

## Демографија
| 1962. | 1968. | 1975. | 1982. | 1990. | 1999. | 2011. |
| ----- | ----- | ----- | ----- | ----- | ----- | ----- |
| 153   | 171   | 153   | 151   | 127   | 139   | 150   |

График промене броја становника у току последњих година